# Коблицкий Лес
Коблицкий Лес (укр. Коблицький Ліс) — село, входит в Бородянский район Киевской области Украины.
Население по переписи 2001 года составляло 19 человек. Почтовый индекс — 07800. Телефонный код — 8-04477. Занимает площадь 0,25 км². Код КОАТУУ — 3221085903.

## Местный совет
07810, Киевская обл., Бородянский р-н, с. Мирча, ул. Шевченко, 1